# Дмитрук Анастасія Миколаївна
Анастасі́я Микола́ївна Дмитру́к (нар. 31 січня 1991, м. Ніжин, Чернігівська область) — українська поетеса; частину своїх творів написала російською мовою.

## Біографічні відомості
Анастасія народилася 31 січня 1991 року в м. Ніжин Чернігівської області. З 10 років мешкає в Києві, де навчалася в гімназії, а потім — у Фізико-технічному інституті «Київської політехніки».
Закінчила НТУУ «КПІ» взимку 2014 року, здобувши кваліфікацію спеціаліста з інформаційної безпеки. До 2014 працювала на одній з фірм із захисту інформації на комп'ютерних системах.

## Творчість
Вірші пише з 12-ти років.

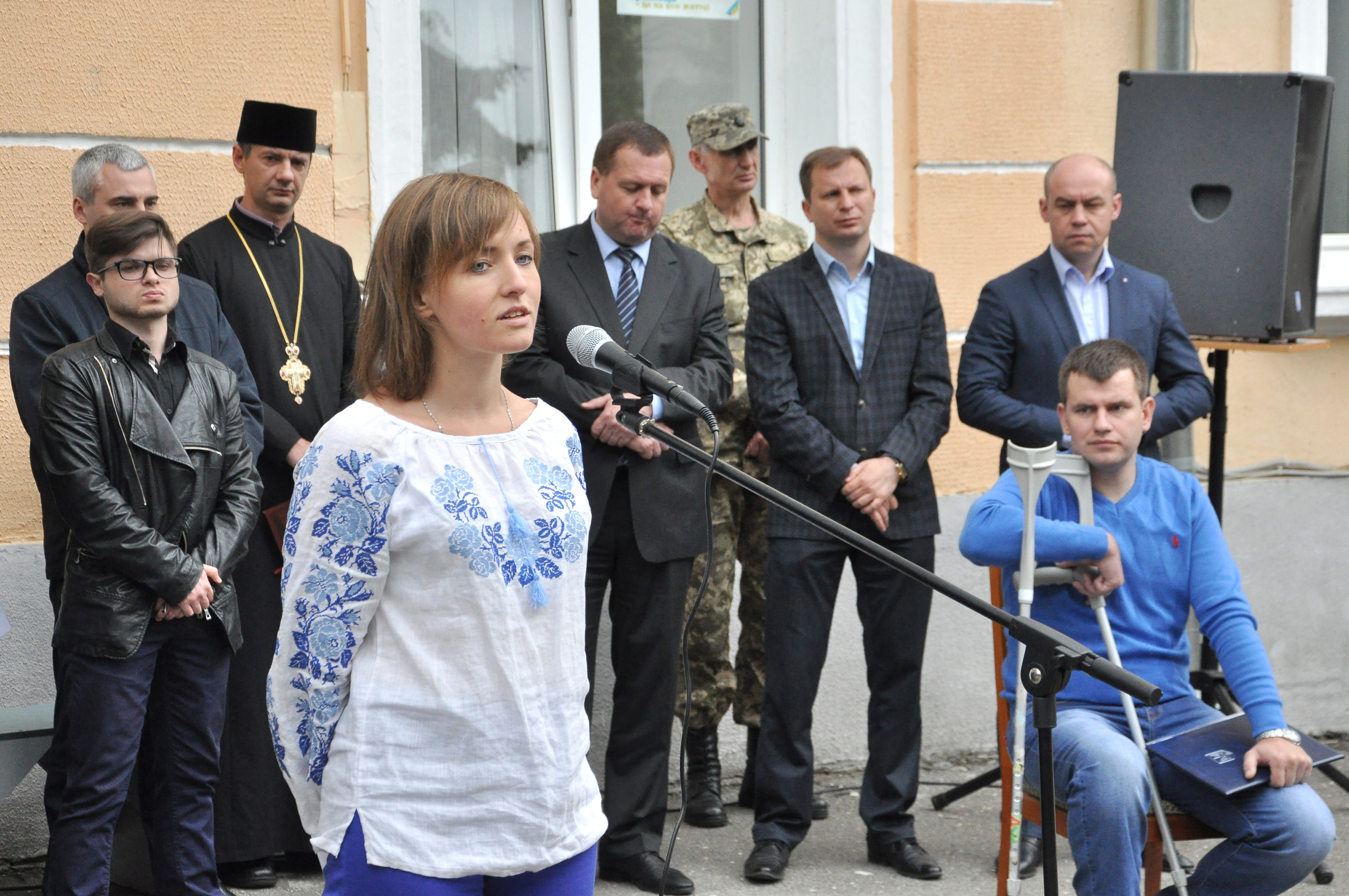
На відкритті пам'ятної дошки українському військовику Олександрові Орляку на фасаді Тернопільської школи № 5 28 травня 2015.

Здобула популярність під час Євромайдану завдяки своїм патріотичним віршам. Анастасія Дмитрук — авторка вірша рос. «Никогда мы не будем братьями», написаного у зв'язку з російською анексією Криму.
За словами Анастасії:
| У вірші я навіть не вказувала слова «Росія». Люди автоматично відгукнулися, бо на крадієві шапка горить. |
Литовські музиканти спільно з хором «Клайпедського музичного театру» записали відеокліп, який уже за два тижні після публікації на «Youtube» отримав понад мільйон переглядів.
Вірші в авторському виконанні розмішуються на каналі «Sia NIKO [Архівовано 24 травня 2014 у Wayback Machine.]», у тому числі:
- Никогда мы не будем братьями!
- Вы влюбитесь…
- Це моя і твоя війна
- Верните нам наше небо
- Небесній сотні присвячується
- Я прошу тебя, будь мне истинным
- Письмо соседу
- Я нам мира у Бога вымолю
- Зачем вы пришли с войной?
- Небо падає!!

2014 року у видавництві рідного «Київського політехнічного інституту» вийшла з друку збірка віршів Анастасії Дмитрук «Верните нам наше небо». Того ж року книга була перевидана тиражем у 10 000 екземплярів за підтримки Ігоря Захаренка.
В жовтні 2015 на малій сцені Палацу «Україна» відбулася прем'єра поетичної вистави А.Дмитрук: «Розв'яжи за спиною крила», за участі акторів Театру на Подолі. Режисер вистави Віталій Малахов.
У грудні 2017 вийшла друком друга книга Анастасії Дмитрук «Це моя і твоя війна».
У 2022 році ініціаторка та головна координаторка світової кампанії #terroRussia та #IndependanceInMyheart, які відбулися в більше як у 60-ти містах по всьому світу.

## Думки і оцінки
- На думку історика Владислава Зубка, національна свідомість поетеси ніяк не пов'язана з історією України і заснована виключно на особистому життєвому досвіді:

Би-Би-Си:«Рік Євромайдана та національної свідомості»:

Анастасія не пам'ятає Радянського Союзу… Вона нічого не говорить про історичне коріння від Хмельницького і Мазепи до Скоропадського та Петлюри. Її навіть не цікавить Бандера. Вона відштовхується від власного короткого особистого політичного досвіду, який явно почався під час Помаранчевої революції і продовжився під впливом Євромайдана. Її розмежування України з Росією цілком звернено в майбутнє («не будемо!»), а не в темне минуле. Залишається лише гадати, у кого Анастасія хотіла б бути «молодшою»?

## Нагороди
У квітні 2016 отримала звання «Киянка року 2015» за внесок у культурний розвиток столиці.
22 вересня 2016 року отримала Премію Кабінету Міністрів України за особливі досягнення молоді у розбудові України. Про це йдеться у відповідному розпорядженні В. Гройсмана: «За національно-патріотичне виховання громадян, підготовку молоді до захисту незалежності й територіальної цілісності України, розвиток волонтерського руху, сприяння Збройним Силам урядову премію присуджено чернігівській поетесі, громадській діячці Анастасії Дмитрук.»
12 листопада 2016 року стала лауреатом Всеукраїнської премії «Жінка ІІІ тисячоліття» в номінації «Перспектива».